# Ephesia dotata
Ephesia dotata är en fjärilsart som beskrevs av Walker 1857. Ephesia dotata ingår i släktet Ephesia och familjen nattflyn. Inga underarter finns listade i Catalogue of Life.